# Reggie Jackson (cestista 1973)
Reginald Jerod Jackson, detto Reggie (Baker, 19 dicembre 1973), è un ex cestista statunitense, professionista nella CBA, in Italia e in Spagna.

## Palmarès
- CBA All-Rookie First Team (1996)